# Ophiophyllum marginatum
Ophiophyllum marginatum är en ormstjärneart som beskrevs av A.H. Clark 1916. Ophiophyllum marginatum ingår i släktet Ophiophyllum och familjen fransormstjärnor. Inga underarter finns listade i Catalogue of Life.